# アスラ神族の一覧
アスラ神族の一覧（List of Asuras）はインド神話でデーヴァ神族と敵対をする神々の種族の一覧の事である。なお降三世夜叉明王は仏教では「夜叉」と名が付いているがインド神話ではアスラ神族のシュンバ・ニシュンバ兄弟王の事なので「アスラ」とみなす。

## 氏族
アスラ神族のうち有力な氏族は２つある。１つはカシュヤパ仙とその妻の1人であるディティの子であるダイティヤ族。もうひとつはカシュヤパ仙とその妻の1人であるダヌの子であるダーナヴァ族である。どちらもカシュヤパ仙を祖とする。どちらの氏族も３界制覇を成し遂げた神を輩出した。

## 神族一覧
★＝３界（地上界・空界・天上界）制覇を成し遂げたアスラ神族

### あ行
- アガースラ
- アフラ・マズダー
- アリシュタ
- アンダカ
- イドゥンバン
- イルヴァラ
- ヴァルナ (神)
- ヴァイローチャナ★　-マハーバリの別名。仏教では大日如来。
- ヴィプラチッティ
- ヴィルーパークシャ (インド神話) -[3]
- ヴィローチャナ
- ウーシャー
- ヴェーパチッティ
- ウパスンダ
- ヴリシャパルヴァン
- ヴリトラ★
- ヴリンダ -ジャランダラの妻

### か行
- カーラカンジャ
- ガジャースラ
- ガヤ (神)
- クヴァラヤーピーダ
- ケートゥ
- 降三世明王 ★　-インド神話ではシュンバ・ニシュンバ兄弟王の事
- コータヴィー

### さ行
- シャチー
- シャムバラ
- ジャランダラ★
- ジャヤンティ -父がインドラ、母がシャチーで夫がアスラグルのシュクラ仙。父インドラの命令を無視し夫と相思相愛になった。事実上のアスラ神族
- シャルミシュター –ヴリシャパルヴァン王の娘
- シュシュナ
- シンヒカー
- スールパドゥマ
- スンダ
- ソーマ・プラバー

### た行
- ターラカ★
- ダイティヤ
- ダーナヴァ
- ダヌ (アスラ)
- ダリカ
- チトラレーカー
- チャーヌーラ
- チャンダ
- デーヴァヤーニー -祖父がインドラ、祖母がシャチーで父がアスラグルのシュクラ仙。シャルミシュターの親友。月種族の王ヤヤーティと結婚した。事実上のアスラ神族
- ディティ
- デーヌカ
- トリシラス (アスラ)　-父カシュヤパもしくはトヴァシュトリ。別名ヴィシュヴァルーパ
- トリナーヴァルタ
- トリプラースラ★　–ターラカークシャ、カマラークシャ、ヴィドゥユンマーリンの3人を「トリプラースラ」と呼ぶ

### な行
- ナムチ
- ナラカ
- ニヴァータカヴァチャ
- ニクムバ

### は行
- バーナースラ
- バカ (インド神話)
- ヒラニヤークシャ
- ヒラニヤカシプ★
- プラフラーダ
- プララムバ
- プローマン
- ホリカ

### ま行
- マダ
- マハーバリ★
- マヒシャ ★
- マヤ (インド神話) ★
- マンドーダリー
- ミスラ
- ミトラ (インド神話)　-仏教では弥勒菩薩
- ムカースラ
- ムシュティカ
- ムラースラ
- ムンダ (アスラ)

### ら行
- ラーフ
- ラクタヴィージャ
- ラムバー (アスラ)
- ルドラ